# Ivoorkust op het wereldkampioenschap voetbal 2010
Ivoorkust was een van de deelnemende landen aan het wereldkampioenschap voetbal 2010 in Zuid-Afrika. Hun laatste deelname was in 2006. Ivoorkust kwalificeerde zich als een van de zes Afrikaanse landen.

## Selectie
Hieronder de 23-koppige selectie van bondscoach Sven-Göran Eriksson.
| Naam                         | Club                        | Interlands | Goals |
| ---------------------------- | --------------------------- | ---------- | ----- |
| Keepers                      |                             |            |       |
| 1. Barry Boubacar Copa       | KSC Lokeren                 | 44         | 0     |
| 23. Daniel Yeboah            | Abidjan                     | 4          | 0     |
| 16. Aristide Zogbo           | Maccabi Netanya             | 6          | 0     |
| Verdedigers                  |                             |            |       |
| 2. Benjamin Angoua           | Valenciennes FC             | 7          | 1     |
| 22. Souleymane Bamba         | Hibernian                   | 17         | 2     |
| 3. Arthur Boka               | VfB Stuttgart               | 54         | 1     |
| 20. Guy Demel                | Hamburger SV                | 21         | 0     |
| 21. Emmanuel Eboué           | Arsenal FC                  | 52         | 1     |
| 12. Steve Gohouri            | Wigan Athletic              | 11         | 3     |
| 17. Siaka Tiéné              | Valenciennes                | 54         | 2     |
| 4. Kolo Touré                | Manchester City             | 78         | 2     |
| Middenvelders                |                             |            |       |
| 13. Jean-Jacques Gosso Gosso | AS Monaco                   | 8          | 0     |
| 19. Emmanuel Koné            | Curtea Arges                | 13         | 0     |
| 14. Christian N'Dri Romaric  | Sevilla FC                  | 39         | 2     |
| 9. Cheick Tioté              | FC Twente                   | 10         | 0     |
| 6. Yaya Touré                | Barcelona FC                | 46         | 5     |
| 5. Didier Zokora             | Sevilla FC                  | 80         | 1     |
| Aanvallers                   |                             |            |       |
| 15. Aruna Dindane            | Portsmouth FC               | 56         | 16    |
| 7. Seydou Doumbia            | BSC Young Boys              | 5          | 2     |
| 11. Didier Drogba            | Chelsea FC                  | 68         | 44    |
| 10. Gervinho                 | Olympique Nice              | 15         | 4     |
| 8. Salomon Kalou             | Chelsea FC                  | 29         | 11    |
| 18. Abdulkaber Keita         | Galatasaray SK              | 54         | 11    |
| Bondscoach                   |                             |            |       |
| Sven-Göran Eriksson          | Laatst bijgewerkt: 18-06-10 |            |       |

## Stand
| Land        | Wed | Win | Gel | Ver | DV | DT | +/- | Pnt |
| ----------- | --- | --- | --- | --- | -- | -- | --- | --- |
| Brazilië    | 3   | 2   | 1   | 0   | 5  | 2  | +3  | 7   |
| Portugal    | 3   | 1   | 2   | 0   | 7  | 0  | +7  | 5   |
| Ivoorkust   | 3   | 1   | 1   | 1   | 4  | 3  | +1  | 4   |
| Noord-Korea | 3   | 0   | 0   | 3   | 1  | 12 | -11 | 0   |

## Wedstrijden
|                                      |           |       |          |                                                                                                 |
| 15 juni «onderlinge duels» 16:00 uur | Ivoorkust | 0 – 0 | Portugal | Nelson Mandelabaai Stadion, Port Elizabeth Toeschouwers: 37.034 Scheidsrechter: Jorge Larrionda |
| 15 juni «onderlinge duels» 16:00 uur |           |       |          | Nelson Mandelabaai Stadion, Port Elizabeth Toeschouwers: 37.034 Scheidsrechter: Jorge Larrionda |

|                                      |                                             |       |                   |                                                                                |
| 20 juni «onderlinge duels» 20:30 uur | Brazilië                                    | 3 – 1 | Ivoorkust         | Soccer City, Johannesburg Toeschouwers: 84.455 Scheidsrechter: Stephane Lannoy |
| 20 juni «onderlinge duels» 20:30 uur | Luís Fabiano 25' Luís Fabiano 50' Elano 61' |       | 73' Didier Drogba | Soccer City, Johannesburg Toeschouwers: 84.455 Scheidsrechter: Stephane Lannoy |

|                                      |             |                                                              |           |                                                                                  |
| 25 juni «onderlinge duels» 16:00 uur | Noord-Korea | 0 – 3                                                        | Ivoorkust | Mbombela Stadion, Nelspruit Toeschouwers: 34.763 Scheidsrechter: Alberto Undiano |
| 25 juni «onderlinge duels» 16:00 uur |             | 14' Yaya Touré 20' Christian N'Dri Romaric 82' Salomon Kalou |           | Mbombela Stadion, Nelspruit Toeschouwers: 34.763 Scheidsrechter: Alberto Undiano |

FIF · A-internationals · Selecties · Bondscoaches · Statistieken · Ivoriaans vrouwenelftal · Ivoorkust U21 · Ivoorkust U20 · Ivoorkust U19 · Ivoorkust U18 · Ivoorkust U17
1960 – 1969 ·
1970 – 1979 ·
1980 – 1989 ·
1990 – 1999 ·
2000 – 2009 ·
2010 – 2019 ·
2020 − 2029
WK 2006 · 
WK 2010 · 
WK 2014
OS 2008 · 
OS 2020
1960 ·
1961 ·
1962 ·
1963 ·
1964 · 
1965 ·
1966 · 
1967 ·
1968 ·
1969 ·
1970 ·
1971 ·
1972 ·
1973 ·
1974 ·
1975 ·
1976 ·
1977 ·
1978 · 
1979 ·
1980 ·
1981 · 
1982 ·
1983 ·
1984 ·
1985 ·
1986 ·
1987 ·
1988 ·
1989 ·
1990 ·
1991 ·
1992 · 
1993 · 
1994 · 
1995 · 
1996 · 
1997 · 
1998 · 
1999 · 
2000 · 
2001 · 
2002 · 
2003 · 
2004 · 
2005 · 
2006 · 
2007 · 
2008 · 
2009 · 
2010 · 
2011 · 
2012 · 
2013 ·
2014 ·
2015 ·
2016 ·
2017 ·
2018 ·
2019 ·
2020 ·
2021 ·
2022 ·
2023 ·
2024
Algerije ·
Angola ·
Argentinië ·
België ·
Benin ·
Bosnië en Herzegovina ·
Botswana ·
Brazilië ·
Burkina Faso ·
Burundi ·
Centraal-Afrikaanse Republiek ·
Chili ·
Colombia ·
Comoren ·
Congo-Brazzaville ·
Congo-Kinshasa ·
Duitsland ·
Egypte ·
El Salvador ·
Engeland ·
Equatoriaal-Guinea ·
Ethiopië ·
Frankrijk ·
Gabon ·
Gambia ·
Ghana ·
Griekenland ·
Guinee ·
Guinee-Bissau ·
Hongarije ·
Israël ·
Italië ·
Japan ·
Jordanië ·
Kameroen ·
Kenia ·
Koeweit ·
Lesotho ·
Liberia ·
Libië ·
Madagaskar ·
Malawi ·
Mali ·
Marokko ·
Mauritanië ·
Mauritius ·
Mexico ·
Moldavië ·
Mozambique ·
Namibië ·
Nederland ·
Niger ·
Nigeria ·
Noord-Korea ·
Oeganda ·
Oostenrijk ·
Paraguay ·
Polen ·
Portugal ·
Qatar ·
Roemenië ·
Rusland ·
Rwanda ·
Senegal ·
Servië en Montenegro ·
Seychellen ·
Sierra Leone ·
Slovenië ·
Soedan ·
Spanje ·
Tanzania ·
Togo ·
Tsjaad ·
Tunesië ·
Turkije ·
Uruguay ·
Verenigde Staten ·
Zambia ·
Zimbabwe ·
Zuid-Afrika ·
Zuid-Korea ·
Zweden ·
Zwitserland
Argentinië (2006) · 
Colombia (2014) ·
Ghana (2015) ·
Griekenland (2014) · 
Japan (2014) ·  
Nederland (2006) · 
Noord-Korea (2010) · 
Servië en Montenegro (2006) ·
Zambia (2012)